# 傘軟珊瑚
傘軟珊瑚（学名：Xenia puerto-galerae）为傘軟珊瑚科傘軟珊瑚屬下的一个种。傘軟珊瑚通過體內蟲黃藻的光合作用來獲取食物。該物種在海域生長，而且會吸收海水中的石灰質，之後會形成骨針。